# Jean Goldschmit

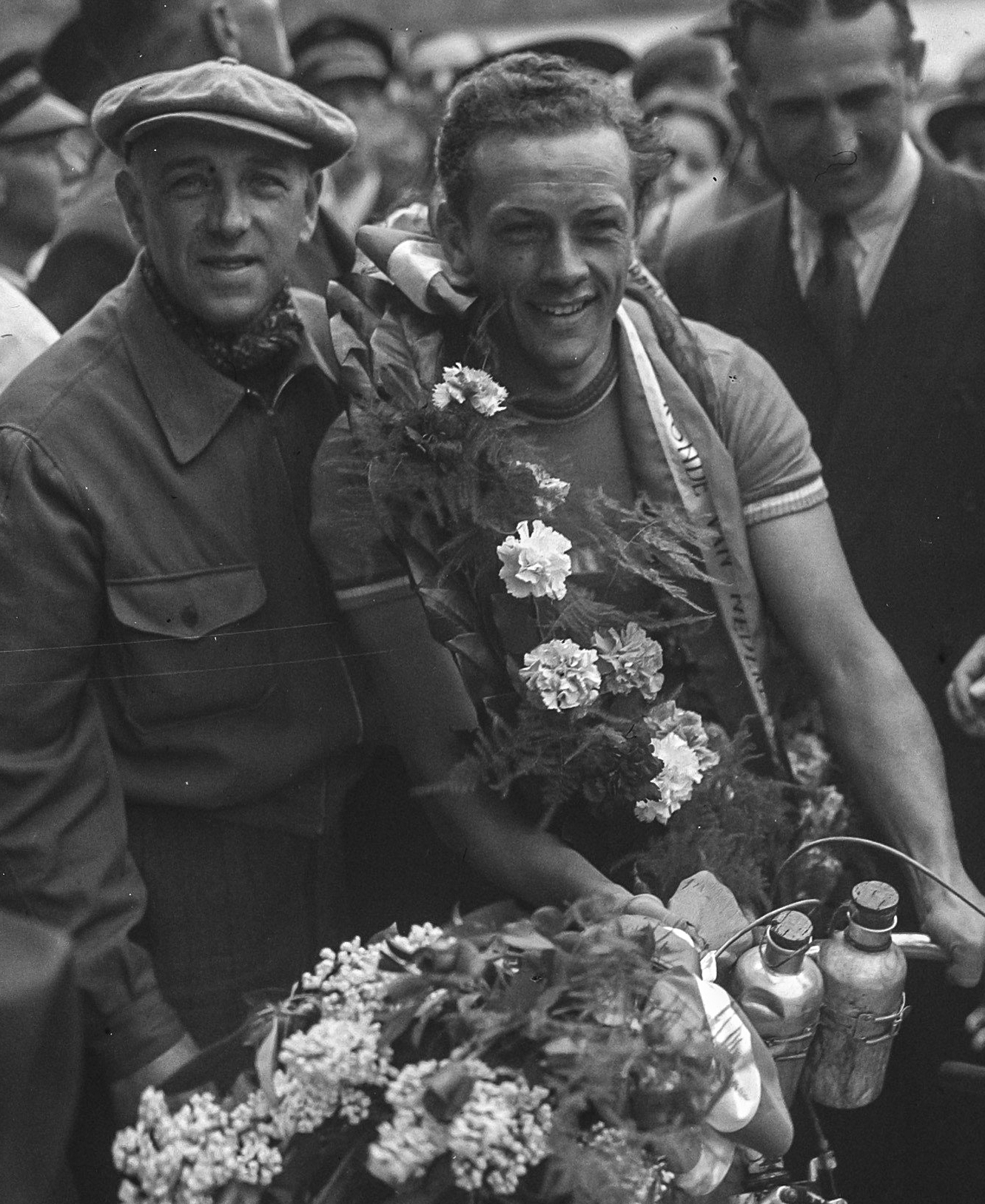
Jean Goldschmit, zweiter Platz bei der Ronde van Nederland 1948.

Jean „Jang“ Goldschmit (* 20. Februar 1924 in Luxemburg-Weimerskirch; † 14. Januar 1994 in Luxemburg-Stadt) war ein luxemburgischer Radsportler.

## Sportliche Laufbahn
Als Amateur siegte Goldschmit 1945 im Rennen Rund um Luxemburg. 1946 und 1947 siegte er bei den Luxemburgischen Cyclocross-Meisterschaften.
Er nahm viermal an der Tour de France teil und konnte dabei zwei Etappen gewinnen sowie drei Tage bei der Tour de France 1950 das Gelbe Trikot überstreifen. Ebenfalls 1950 konnte er bei der Tour de Suisse mit einem Rückstand von 6:49 Minuten den zweiten Platz belegen. 1958 und 1959 war er Sportlicher Leiter der niederländisch-luxemburgischen Mannschaft, mit der sein Freund Charly Gaul die Tour de France 1958 gewann. 1961 war er zusammen mit Alex Burtin Leiter der schweizerisch-luxemburgischen Radsportmannschaft.

## Berufliches
Goldschmit betrieb nach Beendigung seiner Laufbahn zunächst ein Restaurant in Luxemburg. Später arbeitete er als Vertreter einer Schuhfirma. 1958 war er Teamleiter der Mannschaft Luxemburgs bei der Internationalen Friedensfahrt. Von 1960 bis 1962 war er als Trainer der Nationalmannschaft der Amateure tätig. Auch steuerte er viele Jahre den Wagen von RTL Luxemburg bei der Tour de France.

## Ehrungen
Zur Erinnerung an Jean Goldschmit wurde im Kulturzentrum von Weimerskirch eine Gedenktafel angebracht.